# Римокатоличка црква Свете Марије у Новим Бановцима
Римокатоличка црква Свете Марије у Новим Бановцима, месту у општини Стара Пазова, подигнута је 1766. године и као непокретно културно добро представља споменик културе од великог значаја.

## Архитектура цркве
Римокатоличка црква Свете Марије, саграђена је као издужена триконхална грађевина са сакристијом квадратне основе, која је формирана уз југозападну страну цркве, између бочне и олтарске конхе. Масиван двоспратни звоник, са лучним пролазима у приземљу, украшава репрезентативно источно прочеље. Отменост здања истакнута је архитектонском пластиком у виду једноставно профилисаних венаца и пиластра са степенасто решеним капителима, чиме је наглашена вертикална и хоризонтална подела фасадних површина. Храм је покривен двосливним кровом, а над звоником је лимена капа налик пирамиди. У цркви се чува изузетна икона Богородице са Христом из 19. века, рад непознатог мајстора.